# Classes do Senado dos Estados Unidos

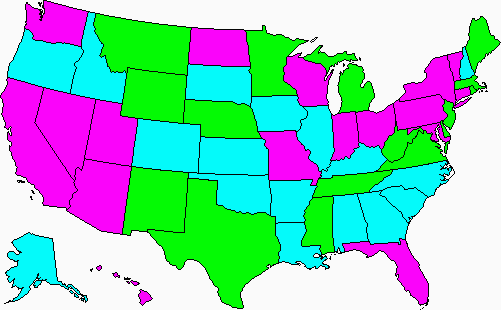
Classes do Senado dos Estados Unidos por Estado:
Classes 1 e 2
Classes 1 e 3
Classes 2 e 3

Cada uma das três Classes do Senado dos Estados Unidos é composta de 33 ou 34 assentos do Senado dos Estados Unidos. A proposta das classes é determinar quais assentos na câmara alta do Congresso estadunidense estarão dispostas à novas eleições em cada ano eleitoral. Os três grupos são intercalados de maneira que senadores em um dos grupos são reeleitos a cada dois anos ao invés de renovar a totalidade de assentos em uma única eleição. Sendo assim, os 33 assentos da Classe 1 foram eleitos em 2018, enquanto os 33 assentos da Classe 2 serão eleitos em 2020 e os assentos na Classe 3 estarão dispostas a nova eleição em 2022. 
A divisão em classes foi estabelecida pelo Artigo I, Seção 3, Cláusula 2 da Constituição dos Estados Unidos. A divisão foi realmente estabelecida em maio de 1789, seguindo ainda a norma de que os dois senadores de cada estado sejam alocados em classes distintas. Quando do ingresso de um novo estado na União, seus dois assentos no Senado eram sorteados em duas classes distintas por cara ou coroa, visando manter um equilíbrio entre as três classes.
A condição de um senador como "Júnior" ou "Sênior" não está relacionada a sua Classe no Senado. De fato, o Senador Sênior do estado é aquele cujo tempo de mandato é maior dentro da casa legislativa.

## História

### Divisão histórica
Quando os Pais Fundadores concordaram em conceder mandato de seis anos aos senadores, também decidiram intercalar as eleições para que 1/3 do Senado fosse renovado a cada dois anos. O objetivo seria garantir estabilidade no Senado e encorajar senadores a deliberar ao longo do tempo ao invés de arriscar renovar toda a câmara a cada seis anos. Simultaneamente, os líderes fundadores do país buscavam eleições mais frequentes que impedissem longos mandatos legislativos. 
As três classes do Senado dos Estados Unidos foram especificadas pelo Artigo I, Seção 3, Cláusula 2 da Constituição dos Estados Unidos:
Logo após a reunião decorrente da primeira eleição, os Senadores dividir-se-ão em três grupos iguais, ou aproximadamente iguais. Decorridos dois anos ficarão vagas as cadeiras dos Senadores do primeiro grupo, as do segundo grupo findos quatro anos, e as do terceiro terminados seis anos, de modo a se fazer bianualmente a eleição de um terço do Senado.
A divisão passou a valer somente em maio de 1789, várias semanas após a formação do primeiro Senado. Somente vinte senadores de dez estados estiveram presentes na assembleia; Carolina do Norte e Rhode Island ainda não haviam ratificado a Constituição, e Nova Iorque, por conta de uma ratificação tardia, ainda não havia eleito senadores. Em 11 de maio, o Senado apontou um comitê liderado pelos senadores Oliver Ellsworth, Charles Carroll e William Few para solucionar a divisão de classes entre os senadores. Dias após a formação do comitê, o Senado finalmente dividiu seus membros em três classes:
- Classe 1: John Langdon, William Samuel Johnson, Robert Morris, John Henry, Ralph Izard e James Gunn
- Classe 2: Paine Wingate, Caleb Strong, William Paterson, Richard Bassett, Richard Henry Lee, Pierce Butler e William Few
- Classe 3: Tristam Dalton, Oliver Ellsworth, Jonathan Elmer, William Maclay, George Read, Charles Carroll e William Grayson